# دادلیتاون (ایندیانا)
دادلیتاون (به انگلیسی: Dudleytown) یک منطقهٔ مسکونی در ایالات متحده آمریکا است که در شهرستان جکسون، ایندیانا واقع شده‌است. دادلیتاون ۱۸۲٫۸۸ متر بالاتر از سطح دریا واقع شده‌است.